# Tihjärvi
Tihjärvi är en sjö i kommunen Padasjoki i landskapet Päijänne-Tavastland i Finland. Sjön ligger 117,8 meter över havet. Arean är 47 hektar och strandlinjen är 6,94 kilometer lång. Sjön  ingår i Kymmene älvs huvudavrinningsområde.   Den ligger omkring 57 km nordväst om Lahtis och omkring 140 km norr om Helsingfors. 
I sjön finns ön Pyörösaari. 